# علي عثمان علي
علي عثمان علي (من مواليد 10 كانون الأول 1979 حلبجة، العراق) سياسي كردي، شغل منصب محافظ مدينة حلبجة في العراق. تخرج علي من كلية الحقوق من جامعة السليمانية، حيث عينه محافظاً لمدينة حلبجة في 26 أغسطس 2016،  شغل ايضاً منصب نائب وزير التجارة والصناعة في حكومة إقليم كردستان. 